# Luzy-sur-Marne
Luzy-sur-Marne är en kommun i departementet Haute-Marne i regionen Grand Est (tidigare regionen Champagne-Ardenne) i nordöstra Frankrike. Kommunen ligger i kantonen Chaumont-Sud som tillhör arrondissementet Chaumont. År 2022 hade Luzy-sur-Marne 279 invånare.

## Befolkningsutveckling
Antalet invånare i kommunen Luzy-sur-Marne
| Referens: INSEE |